# José Maria da Silva Paranhos Júnior
José Maria da Silva Paranhos Júnior, o Barão do Rio Branco (Rio de Janeiro, 20 de abril de 1845 – Rio de Janeiro, 10 de fevereiro de 1912), foi um advogado, diplomata, geógrafo, professor, nobre, jornalista e historiador brasileiro.
Bacharel em Direito pela Faculdade de Direito do Recife, ingressou nos estudos jurídicos ainda em 1862, na Faculdade de Direito de São Paulo, transferindo-se posteriormente para a instituição pernambucana. Filho de José Maria da Silva Paranhos, Visconde do Rio Branco, é o patrono da diplomacia brasileira e uma das figuras mais importantes da história do Brasil. Foi indicado ao Prêmio Nobel da Paz, em 1911.

## Biografia
Ingressou na Faculdade de Direito de São Paulo com menos de 17 anos. Embora tivesse preferência pelos estudos de história e jornalismo, ele e seu pai consideravam essencial o bacharel de Direito para futuras pretensões profissionais. Durante os estudos, ganhou fama de boêmio, por frequentemente participar de eventos na noite paulista e carioca. Com medo que tal fama entre a aristocracia pudesse prejudicar a carreira profissional de Paranhos Júnior, seu pai enviou-o para a Faculdade de Direito de Olinda para terminar seus estudos.
Iniciou-se nas letras em 1863, nas páginas da "Revista Popular", com uma biografia sobre Luís Barroso Pereira, comandante da fragata Imperatriz. Posteriormente, em 1866, na revista l'Illustration, desenhou e escreveu sobre a guerra do Paraguai, defendendo o ponto de vista do Brasil. Em 1867 ganhou uma quantidade razoável de dinheiro na loteria e saiu em viagem para a Europa, passando um tempo considerável em Portugal, de onde veio sua família. Em 1868, de volta ao Rio de Janeiro, substituiu por três meses Joaquim Manuel de Macedo como professor na cadeira de corografia e história do Brasil, no Colégio Pedro II. 
Iniciou-se na carreira política como promotor público na comarca de Nova Friburgo (1868), mas não se adaptou à vida longe do Rio de Janeiro. Em 1868, com a volta do Partido Conservador ao poder, seu pai assumiu o cargo de Ministro de Negócios Estrangeiros, durante o gabinete Itaboraí. Facilitado por suas conexões dentro do partido, elegeu-se deputado geral representando a província de Mato Grosso, ainda que nunca tivesse estado na província. Permaneceu no cargo de deputado de 1868 a 1875, período de duas legislaturas.  Em 1872 foi um dos fundadores e redator do periódico A Nação, tendo colaborado, a partir de 1891, no Jornal do Brasil.
Em 1875, o falecimento de Mendonça Franco deixou vago o cargo de cônsul-geral, em Liverpool. O cargo era de grande prestígio e oferecia grandes ordenados, em razão da importância do porto da cidade. Vários candidatos cobiçavam ao cargo, incluindo o Barão de Santo Ângelo e Paranhos Júnior. A seu favor, Paranhos Júnior tinha a influência de seu pai, que havia acabado de deixar o cargo de chefe de gabinete, a amizade do seu substituto, Duque de Caxias, e do ministro da fazenda, Barão do Cotegipe. Além de amigo do Visconde do Rio Branco, o Duque de Caxias tinha grande afeição por Paranhos Júnior, em parte, devido à descrição feita pelo jovem da batalha de Humaitá para a revista l'Illustration. Com a saúde debilitada de Caxias, a família Paranhos tinha pressa de assegurar a nomeação, uma vez que caso o gabinete seguinte fosse liberal, Paranhos Júnior não teria o apoio político necessário. A primeira tentativa foi recusada por dom Pedro II, sem dar motivos. Entendia-se que o imperador não gostava de Paranhos Júnior naquele momento em razão da sua fama de boêmio e de sua participação na maçonaria carioca. A segunda tentativa foi feita depois que dom Pedro II viajou aos Estados Unidos, e foi novamente recusada, dessa vez pela princesa regente Isabel. Após ser revelada a iminência da nomeação de Barão de Santo Ângelo para o cargo, Cotegipe, com a autorização de Duque de Caxias, partiu para a terceira tentativa: ou a nomeação de Paranhos Júnior seria feita ou o Gabinete renunciaria. Para evitar uma crise institucional enquanto seu pai viajava, a princesa Isabel cedeu e o nomeou para o cargo. 

### Vida Pessoal
Em 1872, vivendo no Rio de Janeiro, conheceu Marie Philomène Stevens, uma atriz belga de pouca instrução, que tinha 22 anos a época. Dada a condição social de Paranhos Júnior, parte da aristocracia, o casamento entre os dois não era uma opção. Ainda assim, Marie engravidou e teve, ao longo de todo o relacionamento, 5 filhos com o Barão do Rio Branco. Quando recebeu o cargo de cônsul-geral em Liverpool, Paranhos Júnior levou Marie e os filhos para Paris, onde viveriam o resto da vida. Somente em 1890 os dois se casaram, com cerimônia realizada em Londres. Marie faleceu em 1898.
O relacionamento com Marie não impediu que Paranhos Júnior se apaixonasse pela sobrinha do Duque de Caxias, Maria Bernardina, que tinha 15 anos na época. As pretensões de Paranhos Júnior, porém, foram interrompidas por sua viagem a Liverpool e pelo seu relacionamento com Marie, com quem já tinha três filhos quando conheceu Maria Bernardina.

### A diplomacia

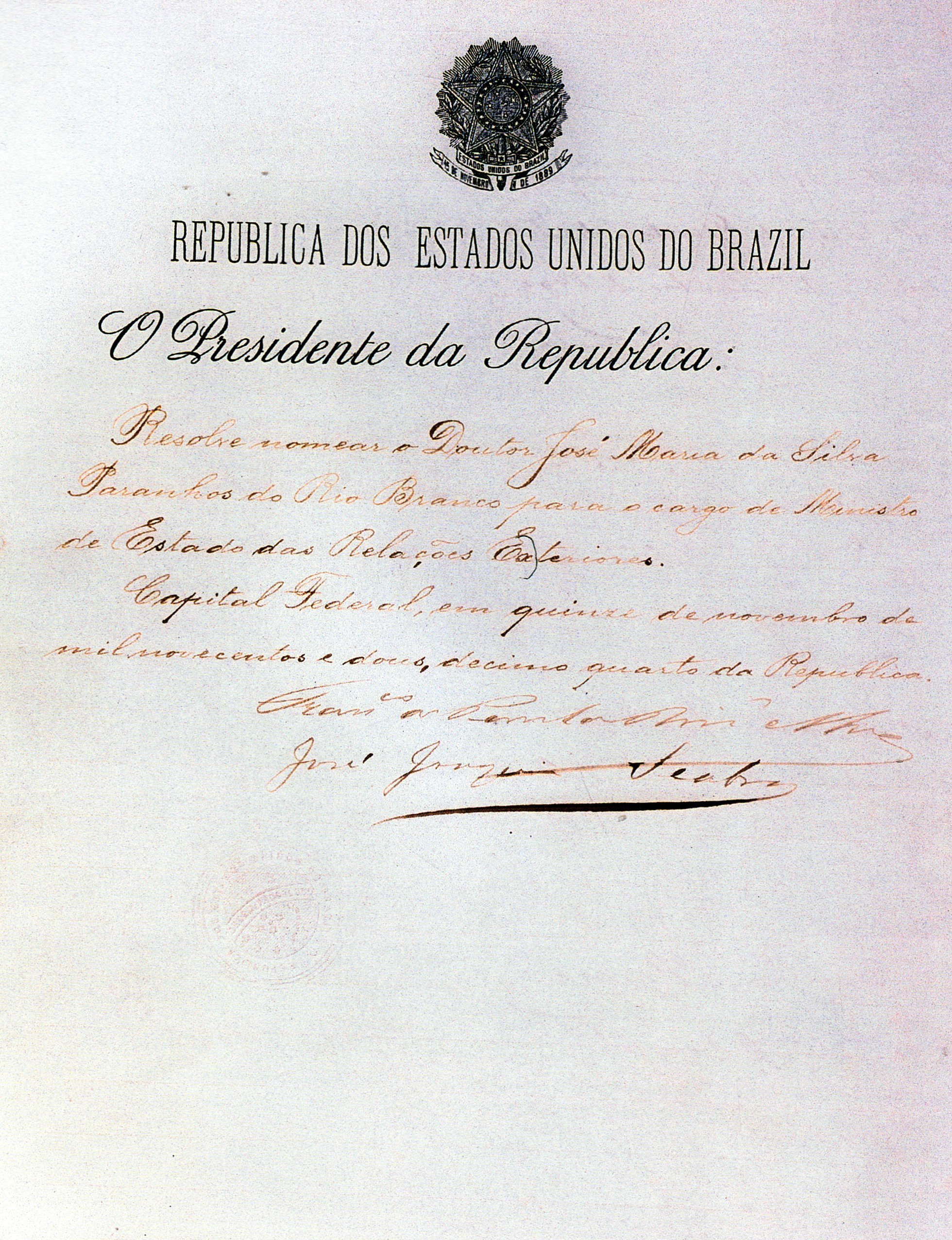
Decreto do Presidente Rodrigues Alves, nomeando Rio Branco para o Ministério das Relações Exteriores, em 1902.

Cônsul-geral em Liverpool a partir de 1876, foi comissário do Brasil na Exposição Internacional de São Petersburgo em 1884, superintendente em Paris dos serviços de imigração para o Brasil em 1889 e ministro plenipotenciário em Berlim em 1900, assumindo o Ministério das Relações Exteriores de 3 de dezembro de 1902 até sua morte, em 1912. Ocupou o cargo ao longo do mandato de quatro presidentes da república — governos de Rodrigues Alves, Afonso Pena, Nilo Peçanha e Hermes da Fonseca — configurando-se uma unanimidade nacional em sua época. 
Recebeu o título de barão do Rio Branco em 30 de maio de 1888. Inicialmente, receou em utilizar o título por medo de retaliações caso a monarquia fosse deposta, mas foi convencido por amigos a assinar como barão do Rio Branco. Após o advento da república, Paranhos Júnior seguiu assinando com o título que remetia a seus valores monárquicos e a seu pai, Visconde do Rio Branco.

## Questões internacionais

O território brasileiro no início da República.

Sua maior contribuição ao país foi a consolidação das fronteiras brasileiras, em especial por meio de processos de arbitramento ou de negociações bilaterais, conseguindo incorporar definitivamente ao Brasil 900 mil quilômetros quadrados, destacando-se três questões de fronteiras:

### Amapá
A Intrusão Francesa no Amapá, em maio de 1895, resultou em um massacre  (ver: Francisco Xavier da Veiga Cabral‎). Após o incidente, o Barão obteve uma vitória sobre a França sobre a fronteira do Amapá com a Guiana Francesa. A causa foi ganha pelo Brasil em 1900, numa arbitragem conduzida pelo presidente da Suíça, Walter Hauser. A fronteira foi definida no rio Oiapoque.

### Palmas
Em 1895 assegurou para o Brasil boa parte do território dos estados de Santa Catarina e Paraná, em litígio contra a Argentina no que ficou conhecido como a questão de Palmas. Essa primeira arbitragem foi decidida pelo presidente norte-americano Grover Cleveland, e teve como opositor pelo lado da Argentina Estanislau Zeballos, que mais tarde se tornou ministro do exterior argentino e durante muito tempo acusou Rio Branco de perseguir uma política imperialista.

### Acre

Atual território do Brasil.

Foi o prestígio obtido nesses dois casos que fez com que Rodrigues Alves escolhesse Paranhos para o posto máximo da diplomacia em 1902, quando o Brasil estava justamente envolvido em uma questão de fronteiras, desta vez com a Bolívia.
Esta tentava arrendar uma parte do seu território a um consórcio empresarial anglo - americano. A terra não era reclamada pelo Brasil, mas era ocupada quase que integralmente por colonos brasileiros, que liderados por Plácido de Castro resistiam às tentativas bolivianas de expulsá-los, episódio que ficou conhecido como "Revolução Acriana".
Em 1903, assinou com a Bolívia o tratado de Petrópolis, pondo fim ao conflito dos dois países em relação ao território do Acre, que passou a pertencer ao Brasil mediante compensação econômica e pequenas concessões territoriais. Esta é a mais conhecida obra diplomática de Rio Branco, cujo nome foi dado à capital daquele território (hoje estado). Em 1909, após 6 anos de negociação e tensões com o governo do Peru, assina o Tratado Velarde-Rio Branco, consolidando a posse brasileira do Acre perante o Peru.

### Outros sucessos e reconhecimento

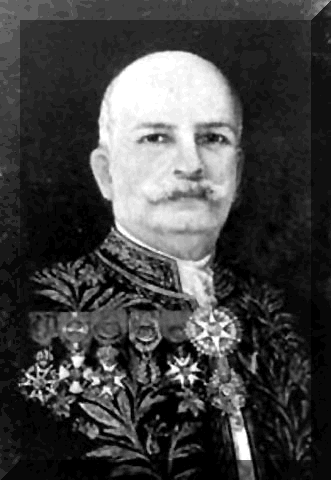
O Barão do Rio Branco.

Negociou com o Uruguai o condomínio sobre o Rio Jaguarão e a Lagoa Mirim, essencialmente uma concessão voluntária do Brasil a um vizinho que necessitava daqueles canais. Por essa razão, foi homenageado pelo governo do Uruguai, sendo conferido seu nome à antiga Pueblo Artigas, hoje cidade de Rio Branco, no departamento de Cerro Largo, vizinha da brasileira Jaguarão.
O município de Paranhos, no Mato Grosso do Sul, localizado na fronteira com o Paraguai foi batizado em sua homenagem.
Em 1905, sugeriu ao então ministro da guerra, Hermes da Fonseca, o envio de militares brasileiros ao Império Alemão com o objetivo de estes receberem treinamento militar avançado. Tal sugestão foi aceita pelo ministro e, de volta ao Brasil, estes militares passaram a ser conhecidos como os "Jovens Turcos".
Em 1908, então no Rio de Janeiro, convidou o engenheiro Augusto Ferreira Ramos a projetar um sistema teleférico que facilitasse o acesso ao cume do Morro da Urca, conhecido mundialmente como o Bondinho do Pão de Açúcar.
Em 1909, seu nome foi sugerido para a sucessão presidencial do ano seguinte. Rio Branco preferiu declinar de qualquer candidatura que não fosse de unanimidade nacional.
Foi presidente do Instituto Histórico e Geográfico Brasileiro (1907 - 1912) e escreveu dois livros.
Seu filho, Paulo do Rio Branco, foi um proeminente jogador de rugby do Brasil na França.

## Galeria de imagens

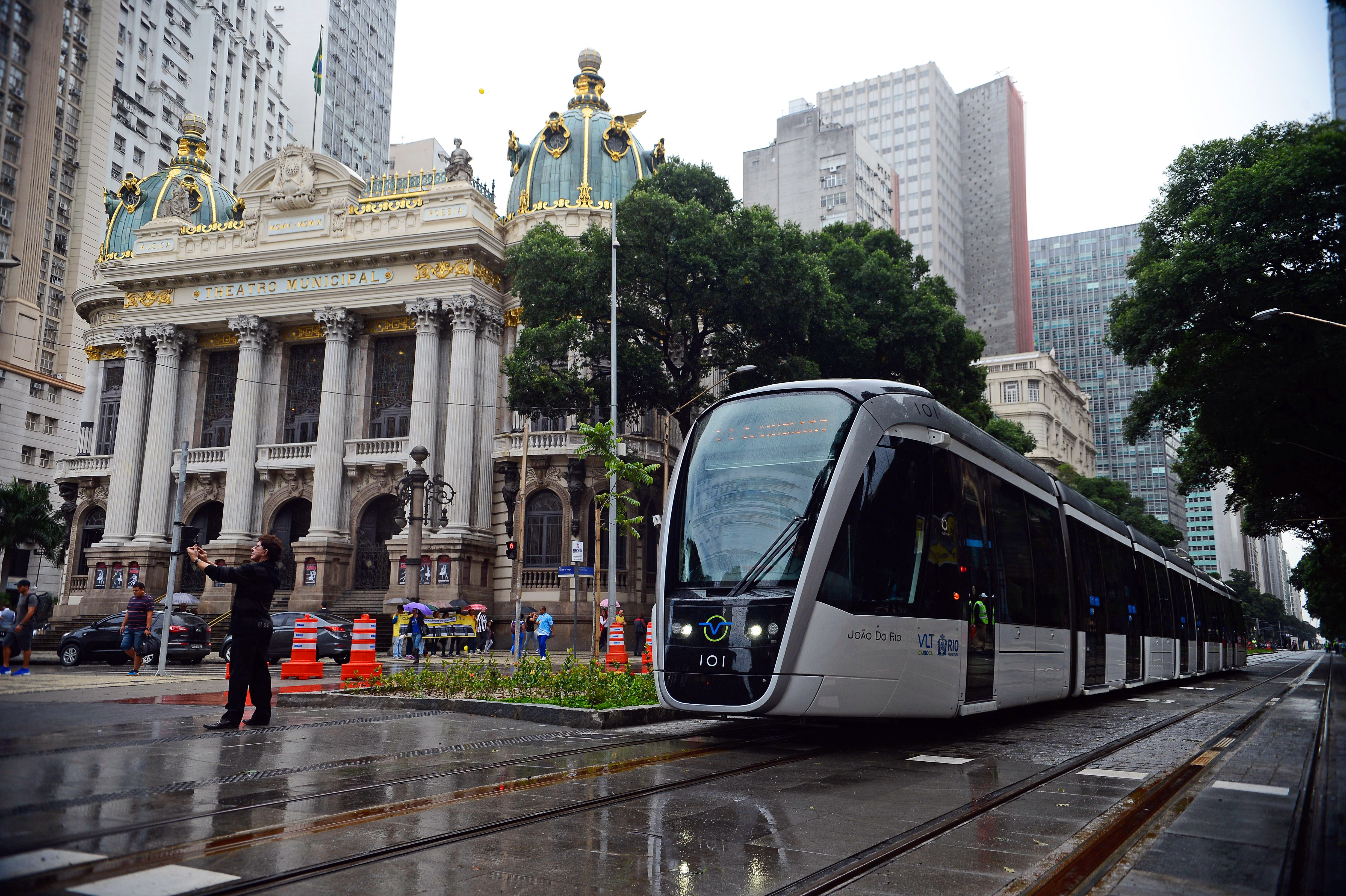
Avenida Rio Branco, Rio de Janeiro
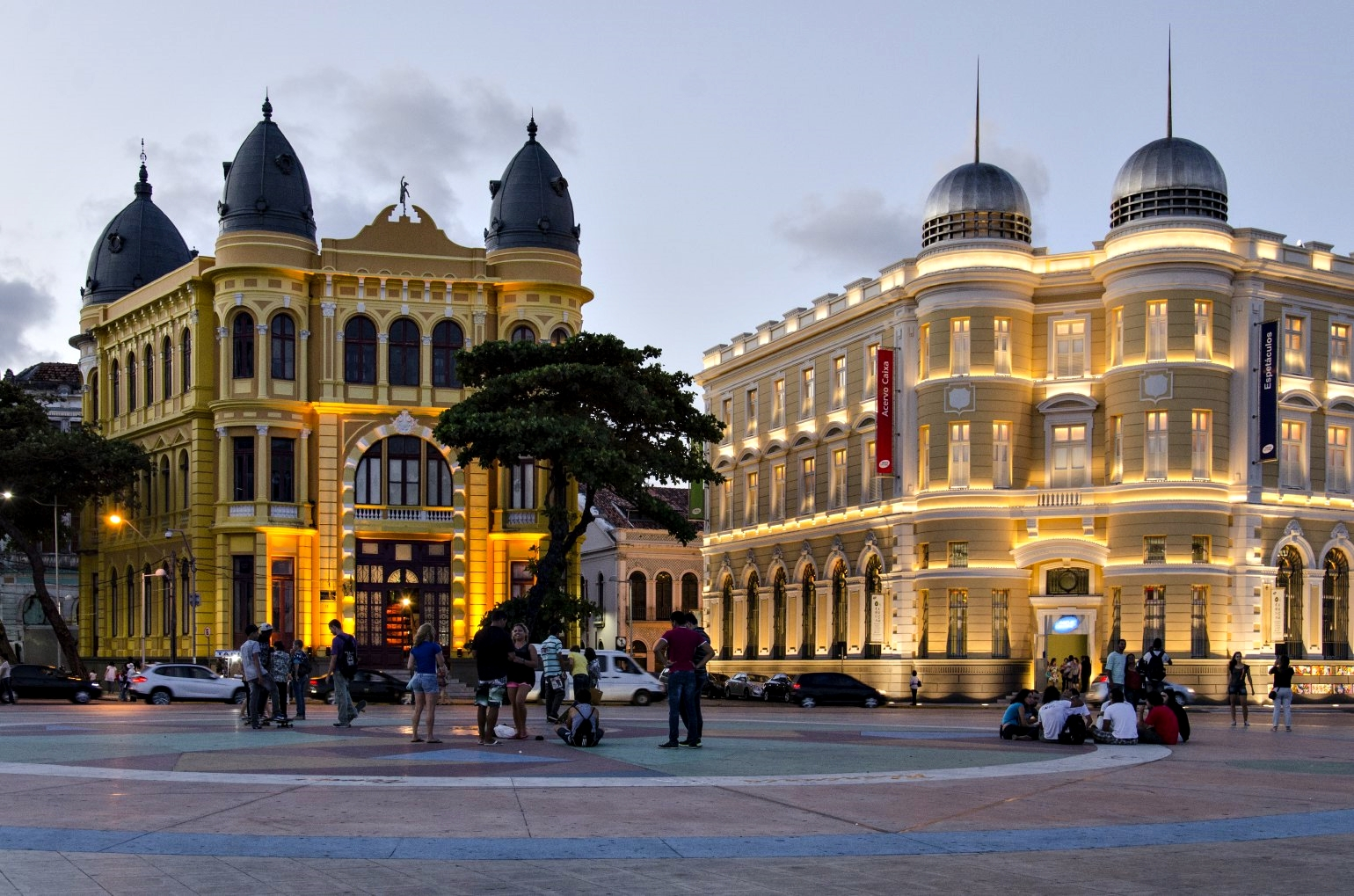
Praça Rio Branco (Marco Zero), Recife
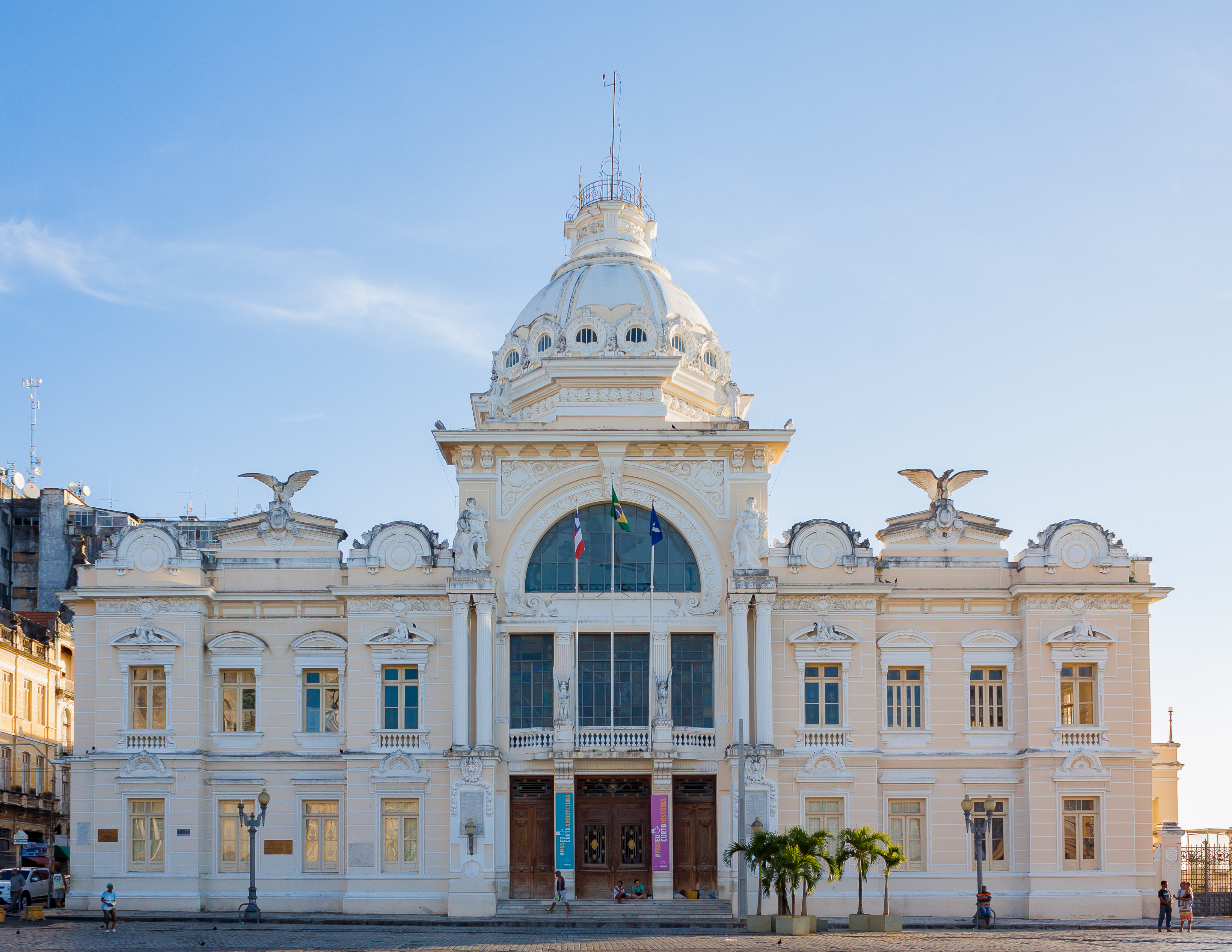
Palácio Rio Branco, Salvador
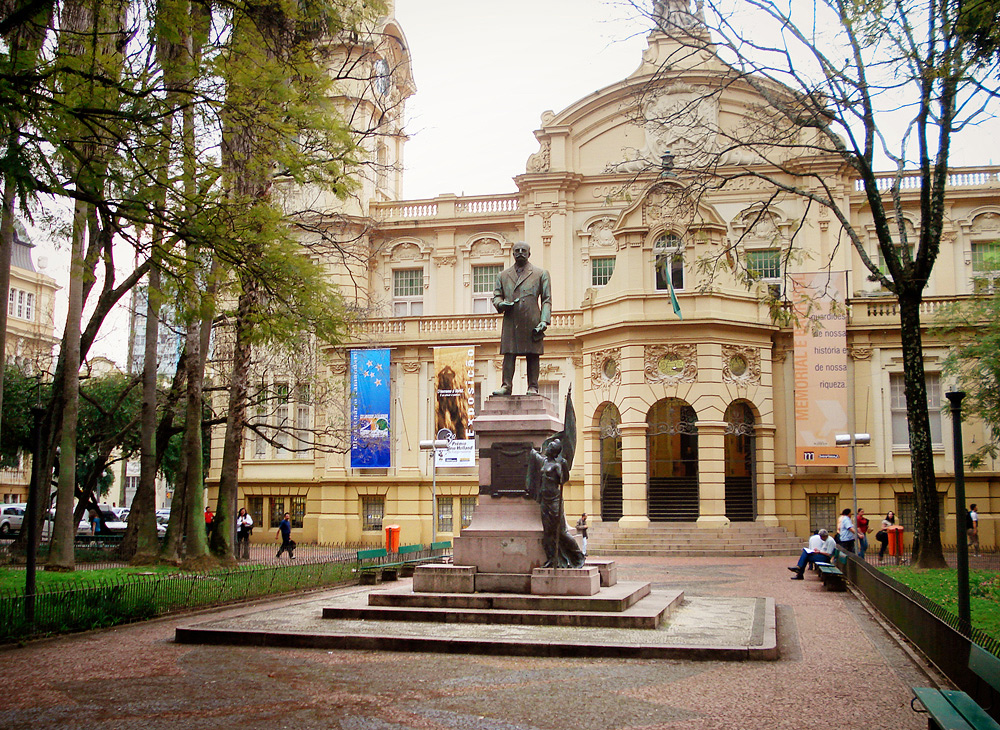
Monumento ao Barão do Rio Branco, Porto Alegre

## Últimos dias
Sofrendo de problemas renais, pediu demissão de seu cargo, o que foi negado pelo presidente Hermes da Fonseca.
Em seus últimos instantes de vida, lamentou o bombardeio da capital baiana, Salvador, motivado por uma crise política e ocorrido em 10 de janeiro de 1912.
Sua morte, durante o carnaval de 1912, alterou o calendário da festa popular naquele ano, dado o luto oficial e as intensas homenagens que lhe renderam na cidade do Rio de Janeiro.
| “ | Morreu ontem o Barão do Rio Branco. Há dias a sua vida era a agonia prolongada pelos recursos da ciência. A cidade, os estados, o país inteiro, as nações vizinhas, a América, o mundo indagavam ansiosa da saúde do grande homem. E o grande homem caíra para não se levantar. Fora com um imenso soble, que resistindo anos e anos ao vendaval e a intempérie, dominando a vida, de repente estala e cai. Dizer do Barão do Rio Branco uma rápida impressão de dor, de luto, de lágrimas, quando o país inteiro soluça é bem difícil. E sua obra foi enorme e grandiosa. Ele teve duas vidas: a do jornalista de talento que se fez cônsul e a do cônsul que se transformou no maior dos brasileiros pelo seu desinteressado amor à Pátria, e no maior dos diplomatas contemporâneos pelo seu alto espírito, pela alta compreensão da função que exercia. Ele foi o dilatador do Brasil, alargando-o e aumentando-o em terras, graças ao seu engenho, sem um leve ataque à justiça e ao seu direito. | ” |
|   | — (Gazeta de Notícias, 11 de fevereiro de 1912). |   |

Bandeira do Brasil idealizada por Paranhos Júnior.

Por ajudar na consolidação do território nacional sempre buscando soluções pacíficas para os conflitos com os vizinhos do Brasil o Barão do Rio Branco é considerado o patrono da diplomacia brasileira.

Carta do Barão de Rio Branco para o Presidente Afonso Pena sobre a nomeação de Rui Barbosa para chefiar a delegação brasileira na Convenção de Haia, em 1907. Documento sob guarda do Arquivo Nacional.

Seu corpo foi sepultado no jazigo de seu pai, no Cemitério do Caju.

Barão do Rio Branco, anos 1890. Arquivo Nacional.

## Academia Brasileira de Letras e Homenagens
Foi o segundo ocupante da cadeira 34 da Academia Brasileira de Letras. Foi eleito em 1 de outubro de 1898, na sucessão de João Manuel Pereira da Silva.
Atualmente, também há referência a seu famoso título de nobreza no nome do notório Instituto Rio Branco (instituição de ensino superior subordinada ao MRE que forma diplomatas de carreira). Fundado em 1945 como parte da comemoração do centenário de nascimento do Barão do Rio Branco, o IRBr localiza-se em Brasília atrás do Palácio do Itamaraty e também a escola E.E. Barão do Rio Branco, localizando em Catanduva-SP
Seu título é atribuído a instituições de ensino e logradouros em todos os estados brasileiros.